# Os Trapalhões (grupo)
Os Trapalhões foram uma trupe de comédia brasileira, criada em 1965, formada inicialmente por Renato Aragão e Dedé Santana, com, posteriormente, Mussum e Zacarias se juntando a eles na década de 1970.
O quarteto se destacou no programa homônimo, exibido inicialmente pela TV Tupi (1974–1976), e posteriormente pela Rede Globo (1977–1995), que se tornou um fenômeno de audiência e conquistou uma geração de fãs. A trupe também estrelou diversos shows pelo Brasil, discos musicais, comerciais, além de diversos filmes entre as décadas de 1960 e 1990. 
O quarteto era formado por Renato Aragão, intérprete do cearense Didi Mocó, Dedé, "o galã da periferia", Mussum, "o malandro do morro" e Zacarias, "o mineirinho ingênuo".
O primeiro filme deles, Na Onda do Iê-Iê-Iê (1966), contava apenas com a dupla Didi e Dedé. Com o quarteto clássico, foram produzidos vinte e um filmes, começando com Os Trapalhões na Guerra dos Planetas (1978) até Uma Escola Atrapalhada (1990). Mais de cento e vinte milhões de pessoas já assistiram aos filmes de D'os Trapalhões, sendo que sete destes filmes estão na lista das dez maiores bilheterias do cinema brasileiro.

## Início
Após ser contratado pela TV Tupi, Dedé Santana foi apresentado por Arnaud Rodrigues ao também recém-contratado Renato Aragão, que na época havia chegado do Ceará e possuia um quadro no programa A, E, I, O... Urca (1963). Os dois logo formaram uma dupla, estrelando o humorístico Manda Brasa, no qual interpretavam dois irmãos residentes de uma favela. Dedé ensinou ao amigo diversas técnicas circenses, o que ajudava no humor visual deles.
Posteriormente, os dois se transferiram para a TV Excelsior, onde estrelaram uma série de programas, como Didi & Dedé e Um, Dois, Feijão com Arroz. Com o enorme sucesso da dupla, Dedé e Didi realizaram seus primeiros filmes, o curta-metragem A Pedra do Tesouro e o filme Na Onda do Iê-Iê-Iê, que contava com a participação de Chacrinha e diversos artistas musicais da época. No mesmo ano estrelavam o programa Os Adoráveis Trapalhões sob a criação de Wilton Franco. O programa trazia em sua primeira formação astros consagrados como: Ivon Cury, Roberto Guilherme, Ted Boy Marino e os cantores Wanderley Cardoso e Vanusa.
Ainda nos anos 60, a dupla se desdobravam em programas, participações em filmes e shows por todo pais. A segunda fase da dupla, foi marcada pelo cinema, onde realizaram grandes paródias aos contos infantis como: Ali Babá e os 40 Ladrões, Aladin, Robin Hood, entre outros sucessos.
A dupla se tornou fenômeno no cinema e no início dos anos 70, integraram o humorístico A Praça da Alegria, na RecordTV. Em entrevistas, Dedé revelou que só conseguiu entrar para o elenco por conta do amigo Carlos Alberto de Nóbrega, que fingia ter prova na faculdade para que ele o substitui-se. Nessa época, os dois conheceram Mauro Gonçalves (Zacarias), que na época interpretava outro personagem, o garçom Moranguinho, no programa.
Em 1971, devido ao enorme sucesso, Renato e Dedé ganharam seu próprio programa, Os Insociáveis, título esse que desagrava a dupla, mas que havia sido escolhido por Hélio Ansaldo e Paulo Machado de Carvalho, diretores da Record, que não queriam ter no título "Os Trapalhões" ou algo que lembrasse o programa dos dois na Tupi. Quando a atração ganhou mais duas horas de duração, Dedé sugeriu que colocassem um "negão" no programa e indicou o nome de Mussum, que fora apresentado a ele pelo cantor Jair Rodrigues, e que na época era integrante do Originais do Samba, mas já havia feito participações em vários humorísticos. Após muita insistência, Mussum aceitou o convite do grupo e se juntou ao grupo. No entanto, só aceitou atuar no cinema alguns anos depois, em O Trapalhão no Planalto dos Macacos (1976).
Em 1974, Renato, Dedé e Mussum são recontratados pela Tupi, onde, enfim, lançam o programa Os Trapalhões, agora como nome oficial do grupo. A eles se juntou Mauro, que a pedido de Aragão, aceitou entrar para o grupo. Quando apareceu caracterizado com peruca e dentes pintados, todos foram a risada e o nome "Zacarias" foi sugerido a ele. Segundo o próprio Dedé, Zacarias era o nome de um galo mencionado pelo grupo em vários esquetes. Mauro passou a usar o nome artístico a partir daí, mas só aceitou se juntar aos cinema em Os Trapalhões na Guerra dos Planetas (1976), o primeiro filme do grupo a ter a palavra Trapalhões no plural (os filmes anteriores geralmente eram intitulados como Trapalhão).
Mediante o sucesso do grupo, que muitas vezes superava o Fantástico na audiência, Boni procurou Aragão e fez uma oferta: um convite para levar os Trapalhões pra Rede Globo. Após uma série de exigências de três páginas, todas aceitas por Boni, Os Trapalhões enfim foram pra Globo em 1977, firmando o horário nobre aos domingos e conquistando uma legião ainda maior de fãs. Na emissora, o grupo possuía melhores cenários, maior elenco e eles ganharam uma música-tema próprio, que os acompanhou até o fim do grupo, composta por José Menezes de França.

## A separação (1983)
O grupo passou por um momento delicado em agosto de 1983, quando rumores de desentendimentos entre eles começaram a surgir. O motivo seriam os lucros exorbitantes de Aragão e sua produtora, a Renato Aragão Produções, sobretudo em relação aos filmes do grupo, que faturavam muito nas bilheterias. Enquanto o primeiro – que além de atuar, também produzia e escrevia as produções – faturava mais, os 50% que sobravam era repartido entre os outros três. A fortuna de Aragão teria sido exposta em uma matéria da Revista Veja, cujo título, O Grande Palhaço — Por que Renato Aragão Faz Rir, evidenciava o alto faturamento do humorista em relação ao de seus companheiros. Outro ponto teria sido o nome e a imagem de Aragão em maior evidência no cartaz do filme O Cangaceiro Trapalhão, em relação à de seus companheiros, o que também gerou conflitos.
Incomodados com a injusta repartição de lucros, Dedé, Mussum e Zacarias optaram por não participar do novo filme de Aragão. Durante uma coletiva de imprensa no Teatro Fênix, no Rio de Janeiro, os quatro disseram que iam permanecer juntos apenas na televisão, visando cumprir um contrato com a Globo, o que não aconteceu. A notícia surpreendeu o próprio Aragão, que ainda não estava ciente da decisão dos amigos.
“Não preciso deles. Posso fazer a mesma coisa tendo um cachorro, um macaco e um veado”.— Fala de Aragão, segundo Victor Lustosa, diretor assistente de vários filmes do grupo, após descobrir a decisão dos companheiros, o que ele teria considerado uma "traição".
A separação durou cerca de seis meses. Nesse meio tempo, Aragão comandou sozinho o programa (com a ajuda de convidados, como Zilda Cardoso) e lançou o filme O Trapalhão na Arca de Noé, com Sérgio Mallandro; o afastamento dos outros três Trapalhões foi definido por ele como "férias conjugais". Em contrapartida, Dedé, Mussum e Zacarias foram realocados elenco do humorístico A Festa é Nossa (atração exibida aos domingos, horas antes dos Trapalhões) e fizeram seu próprio filme, Atrapalhando a Suate, produzido pela DeMuZa (empresa – criada pelos próprios – para cuidar dos negócios deles), além de assumirem um novo nome: Trapalhaços. Ambos os filmes não obtiveram muita repercussão nos cinemas, muito provavelmente devido aos fãs, que se sentiram divididos e ansiavam pela volta deles.
A Globo fez muito esforço para promover a volta do grupo. Aragão tentou uma reconciliação em dezembro daquele ano, mas não teve êxito. Em fevereiro de 1984, Beto Carrero (na época empresário dos Trapalhões) e Boni organizaram um almoço no restaurante do Hotel Méridien, no Leme, sem que um soubesse da presença do outro. Após uma longa conversa, cercada de emoções e um acordo para um ajuste financeiro, os quatro se reconciliaram, cedendo não só aos constantes pedidos de retorno feitos pelo público, mas também às próprias emoções. Dedé também pediu e conseguiu a direção de quatro filmes do grupo. O primeiro programa com os quatro juntos novamente foi apresentado por Chico Anysio, que promoveu uma homenagem ao quarteto.
“O afastamento trazia problemas para todos nós e eu senti mesmo a falta do grupo nesse período de férias, quando a Globo começou a reprisar nossos filmes. A cada instante eu lembrava de nossos momentos juntos, quando filmamos nos Estados Unidos, coisa que brasileiro algum fez nesses últimos 35 anos. A luta em Serra Pelada, a passagem por Marrocos… muito trabalho, tanta coisa bonita que vivemos juntos. Sempre houve entre nós união e respeito”— Dedé à repórter Mara Bernardes, do jornal O Globo
"O que aconteceu conosco acontece a qualquer casal. A relação se desgastou. Uma gota d'água fez tudo entornar. Mas esse período em que ficamos distanciados nos fez aprender muita coisa, será difícil repetir os mesmos erros. Agora estamos fortalecidos. Vamos nos preservar mais. Trapalhadas, agora, só no ar. Vamos esquecer nossas dores de cotovelo, porque, sem pretensão, acho que estávamos jogando fora uma história bonita"— Aragão, falando sobre o retorno do grupo , na mesma matéria
Na época, o grupo chegou a ser acusado de “golpe publicitário”, que teria como objetivo recuperar uma rápida perda de audiência enfrentada pelo programa no período. A alegação não se sustentou, visto que os desentendimentos eram reais e a queda no ibope, longe de ser preocupante, não justificaria assumir os riscos de uma exposição negativa como aquela.
Em entrevistas mais recentes, Dedé – que evita falar sobre o assunto, assim como Aragão – revelou que a briga não foi diretamente com Renato, mas sim com sua produtora, na época dirigida por Francisco Paulo Aragão, irmão dele.

## Filmografia
Mais de cento e vinte milhões de pessoas já assistiram a filmes de Os Trapalhões, sendo que sete filmes estão na lista dos dez mais vistos na história do cinema brasileiro. São eles:
- 4.º lugar – O Trapalhão nas Minas do Rei Salomão de 1977, com 5,8 milhões de espectadores
- 5.º lugar – Os Saltimbancos Trapalhões de 1981, com 5 milhões
- 6.º lugar – Os Trapalhões na Guerra dos Planetas de 1978, com  5 milhões
- 7.º lugar – O Cinderelo Trapalhão de 1979, com 4,7 milhões
- 8.º lugar – Os Trapalhões na Serra Pelada de 1982, com 4,7 milhões
- 9.º lugar – O Casamento dos Trapalhões de 1988, com 4,5 milhões
- 10.º lugar – Os Vagabundos Trapalhões de 1982, com 4,4 milhões

## Revival
Em 2017, foi lançado uma nova versão do grupo, uma co-produção da Rede Globo com o Canal Viva. Nesta nova versão, que contava com a presença de Renato Aragão (Didi) e Dedé, Os Trapalhões eram interpretados por Lucas Veloso, Bruno Gissoni, Mumuzinho e Gui Santana como Didico, Dedeco, Mussa e Zaca. Porém, devido a recepção negativa de público e crítica, o programa acabou cancelado em 10 de abril de 2018 após uma temporada com apenas dez episódios.